# 本郷菊坂赤門通り
『本郷菊坂赤門通り』（ほんごうきくざかあかもんどおり）は、1981年1月10日から同年3月28日までフジテレビ系列で放送されたテレビドラマ。全12回。
1967年4月8日開始の『春らんまん』（主演：新珠三千代）以来、放送枠を変更しながら14年続いた『土曜劇場』の最終作。

## 概要
東京・本郷を舞台に、二人暮らししている「週刊毎朝」編集員の鹿町公一と、血のつながりのないその義妹の朝子（公一と朝子は亡き両親のそれぞれの連れ子）、公一の亡き父が昭和の初めに旅館として建て、今は学生の下宿になっている「菊坂ホテル」を中心に、公一・朝子・文の微妙に揺れる恋愛感情、本郷の町の人間模様などを描いた。本作のロケの大半はこの本郷で行われたという。

## 出演者
- 鹿町公一：古谷一行
33歳、「週刊毎朝」記者。東京大学卒業。16歳で両親が事故で他界。以後、妹の朝子を育てて来た。
- 鹿町朝子：大場久美子
21歳。公一の妹。血はつながっていないが、実の兄妹より仲が良いと言われる。父が残した旅館「菊坂ホテル」を手伝う。
- 川村文：香山美子
33歳、静子の姪。5歳の娘を連れて離婚、菊坂ホテルで働いている。朝子からは姉のように慕われているが、公一と恋に落ちることに。
- 小宮山兵吉：中条静夫
公一の父の親友で、菊坂ホテルの管理人。中卒だが博学で多才な所があり、頑固者だが心は温かい。
- 小宮山静子：丘さとみ
41歳、兵吉の妻で文の叔母。結婚を早まったと思ってはいるが、兵吉をよく助けている。
- 甲田六介：三浦浩一
菊坂ホテルの住人。仕事は運送業。口調は粗っぽいがお人好しで優しい。文に恋心を寄せている。
- 神田完次：渡辺篤史
33歳。週刊毎朝記者で、公一の親友。陽気な性格で独身。
- 吉田：橋爪功 - 文の元夫
- 吉田小夜子：山本亜季 - 吉田の娘
- 吉永雪子：結城しのぶ
26歳、週刊毎朝記者。公一を密かに慕っており、今までの恋人とは別れようとしている。
- 西村しま子：夏樹陽子
33歳、兵吉が常連客の飲み屋「菊坂」の女将。公一の幼馴染みで未亡人。
- 西村良枝：沢田知子
- 長谷川初範
- 頭師佳孝
- 小俣源一：平泉征
- 神田直子：河野みゆき - 神田の妹
- 利恵：松岡明美
- 卓次：桑坂てるお - 菊坂ホテルの住人で浪人生
- 柏山：鈴木正幸
- 野本みどり：棟里佳
- 栗林新二郎：伊丹十三
週刊毎朝編集デスク。東京大学卒業。かつて上司を殴ったことがあるほど硬派で熱血漢だったが、今はその気が失せたのか妥協的な態度をとっている。
- ほか

（出典：）

## スタッフ
- 脚本：金子成人（全話担当）
- 演出：戸崎春雄、舛田明広
- プロデューサー：中本逸郎
- 音楽：服部克久

## 主題歌
『裸樹』
- 作詞：松本隆／作曲・歌：堀内孝雄

## サブタイトル
| 各話   | 放送日        | サブタイトル         | 演出     |
| ------ | ------------- | -------------------- | -------- |
| 第1回  | 1981年1月10日 | （サブタイトル無し） | 舛田明広 |
| 第2回  | 1981年1月17日 | （〃）               | 戸崎春雄 |
| 第3回  | 1981年1月24日 | （〃）               | 舛田明広 |
| 第4回  | 1981年1月31日 | 朝子の蒸発!          | 舛田明広 |
| 第5回  | 1981年2月7日  | 雪の北海道へ!        | 舛田明広 |
| 第6回  | 1981年2月14日 | 過去ある女・文       | 戸崎春雄 |
| 第7回  | 1981年2月21日 | 禁じられた愛!        | 舛田明広 |
| 第8回  | 1981年2月28日 | 兄への愛は深く!      | 舛田明広 |
| 第9回  | 1981年3月7日  | 発病! そして兄へ求婚 | 戸崎春雄 |
| 第10回 | 1981年3月14日 | はげしい抱擁         | 戸崎春雄 |
| 第11回 | 1981年3月21日 | 密会                 | 舛田明広 |
| 最終回 | 1981年3月28日 | 坂道の春             | 舛田明広 |